# Moulin de Chaillouet
Le Moulin de Chaillouet était situé sur la commune de Troyes dans le département de l'Aube. Construit au XIIIe siècle par les comtes de Champagne.

## Histoire
Il devait être construit par les comtes de Champagne car il est cité en 1171 comme possession de Henri le Libéral qui en donna la dîme à l'Abbaye Saint-Martin-ès-Aires et sert à moudre les grains. Il devient la possession des chapelains des chapelles Saint-Maurice et Saint-Michel de la Collégiale Saint-Étienne de Troyes. Il était situé sur la branche droite de la dérivation de la Seine, à 4300m du déversoir de Saint-Julien. Est connu comme  moulin de Brûlé, moulin de Chaloel,moulin de Chalouel, moulin de Chalouel. Il est loué pour la première fois à un papetier, qui est aussi meunier en 1384 à Jean de Viaspre.
Au XVe siècle, il est brûlé pendant la guerre de Cent Ans puis loué au paupeleur à Perrin Le Pallerat en 1447 et en 57 à Perrin Truchot. Il y exploite trois roues, une à papier, une à foulon et la dernière à écorces ; pour assurer la force motrice il entreprend des travaux sur la décharge du Pouce, avec les moines de Saint-Quentin entre 1463 et 1467.

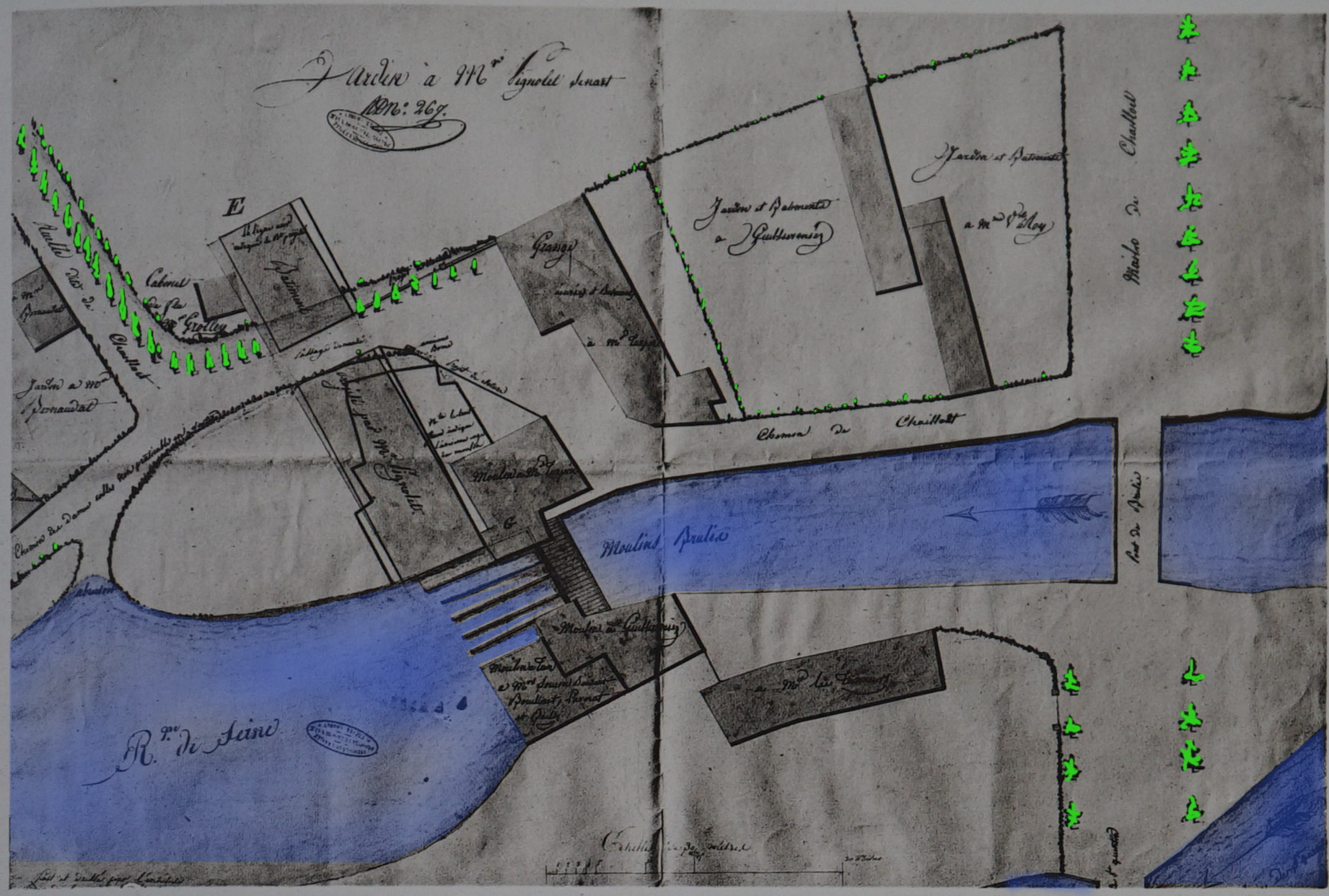
Le moulin en 1821.

Jean Piétrequin avait épousé Marguerite Truchot et en 1493, le moulin se composait de deux roues en rive gauche, l'une pour du papier, l'autre pour la farine. En rive droite, la même organisation. En 1507, les héritiers furent obligés par les autorités de la ville de Troyes à rétablir le passage sur la Seine ;  il s'agissait de Jeanne Piétrequin et son époux Jean Coiffart, de Nicole Piétrequin et son époux Guillaume Le Bé, Babeau et Vincente Piétrequin qui sont alors mineurs.

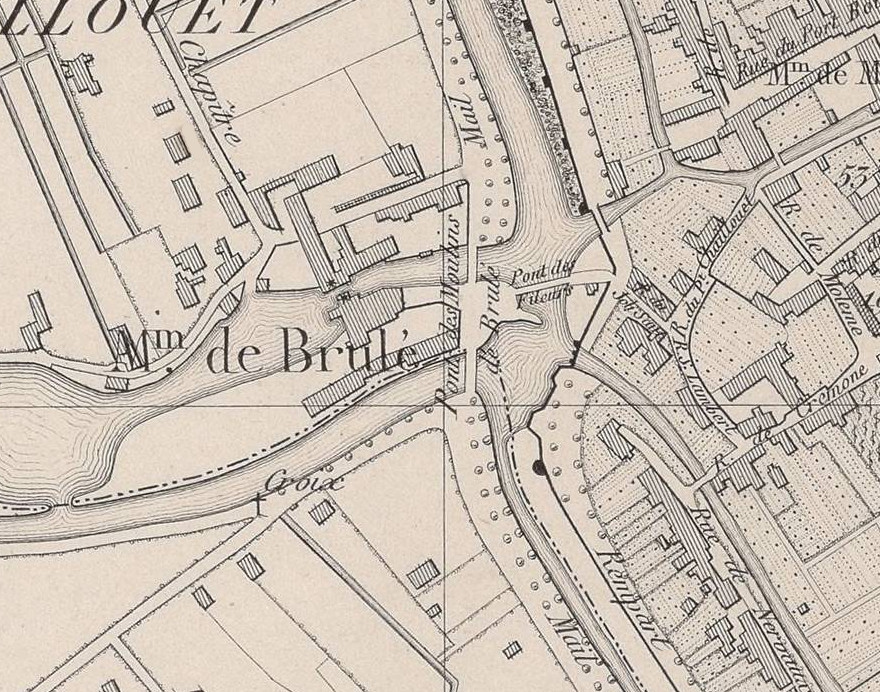
Le moulin sur un plan montrant l'importance du passage sur la Seine, 1839.

En 1843, les moulins sont des usines de filature de coton ayant l'une 5 000 broches, deux de 3 000 broches la dernière de 500 broches. Ils brûlent en 1855, relevée, l'usine de gauche travaille alors le sparte et brûle l'année suivante, M. Douine la transférant ensuite au faubourg Saint-Jacques dans le couvent des Mathurins. Le 26 juillet 1856, un arrêté préfectoral autorise l’installation de deux turbines Fontaine sur le cours de la Seine et plusieurs machines à vapeur pour suppléer en cas d'étiage.
1893, les moulins brûlent encore mais cette fois ci sont reconstruits en pierre et fer mais sans étage. En octobre 1917, Eugène Touron devient propriétaire.
Actuellement il existe encore la rue des Moulins-de-Brûlé.